# William Blount, 4:e baron Mountjoy
William Blount, 4th Baron Mountjoy, död 1534, var en engelsk adelsman och humanist. Han var internationellt berömd på sin tid som humanistisk författare och konstmecenat. 